# Антоняк, Анастасия Владимировна
Анастасия Владимировна Антоняк (укр. Антоняк Анастасія Володимирівна; род. 21 июня 1997 года) — украинская пловчиха в ластах.

## Карьера
Заслуженный мастер спорта Украины. Воспитанница киевской ДЮСШ «Аквалидер». Её подготовкой занимается тренер Алешков А. В.
Обладатель рекордов Украины в нырянии, а также плавании в ластах на дистанциях 50, 100 и 200 метров в категории D (девочки до 13 лет).
Обладатель рекордов Украины в нырянии, а также плавании в ластах на дистанциях 50, 100, 200 и 400 метров в категории C (девушки до 15 лет).
Обладатель рекордов Украины в нырянии, а также плавании в ластах на дистанциях 50, 100, 200 и 400 метров в категории B (девушки до 17 лет), причём результат на 400-метровке является мировым рекордом.
Является обладателем рекордов Украины в эстафете 4×100 (2.39,82) и 4×200 (6.07,33) метров, установленные в августе 2013 года на казанском чемпионате мира.
Вице-чемпион Всемирных игр 2013 года в эстафете.
Является обладателем Рекорда мира среди юношей на дистанции 400 метров (3.18.86), установленный в июле 2014 года.
Двукратная Чемпионка мира среди юношей. Многократная чемпионка Европы.
На двух чемпионатах мира четырежды становилась призёром в эстафетных программах.
На двух чемпионатах Европы трижды становилась призёром в эстафетах и трижды — в индивидуальных дисциплинах.